# Ioana Badea
Pour les articles homonymes, voir Badea.
Ioana Badea (22 mars 1964 à Odobești en Roumanie) est une rameuse roumaine.

## Biographie
Ioana Badea commence la pratique de l'aviron en 1980 à l'âge de 16 ans à l'école sportive de Constanța en Roumanie. Peu de temps après, elle intègre le groupe olympique (Snagov, Roumanie).

## Palmarès
- Sept fois championne de Roumanie, dans les disciplines skiff, quatre de couple, et deux de couple ;
- Vainqueur de plusieurs régates internationales ;
- Championne olympique en 1984 à Los Angeles en quatre de couple avec barreur.

## Carrière d'entraîneur
- 1990-1994, entraîneur à l'Aviron bayonnais (France)